# Missionsgeschichte in Namibia

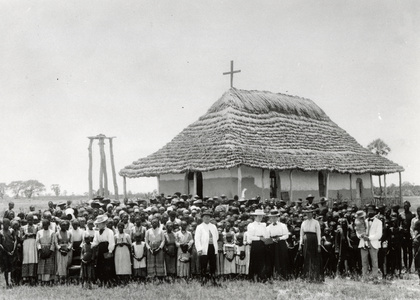
Nakambale-Missionshaus mit Martti Rautanen (1899)

Die christliche Missionsgeschichte in Namibia reicht bis zum Anfang des 19. Jahrhunderts zurück. Zu dieser Zeit wurden die ersten Missionsstationen aufgebaut.

## Einführung
Die evangelisch-lutherische Missionierung geht vor allem auf deutsche und finnische Missionare zurück. Hierbei waren insbesondere die Rheinischen Missionsgesellschaft, bereits ab 1842, und die Finnische Evangelisch-Lutherische Missionsgesellschaft (ab 1869) aktiv. Letztere arbeitete vor allem im Ovamboland und Kavango.
Aus ihnen entstanden die heutigen drei evangelisch-lutherischen Kirchen im Land:
- Evangelisch-Lutherische Kirche in Namibia (DELK); aus der Rheinischen Missionsgesellschaft hervorgegangen
- Evangelisch-Lutherische Kirche in der Republik Namibia; aus der Rheinischen Missionsgesellschaft hervorgegangen
- Evangelisch-Lutherische Kirche in Namibia; aus der Finnischen Evangelisch-Lutherischen Missionsgesellschaft hervorgegangen

Auch die römisch-katholische Kirche, die heute durch die Römisch-katholische Kirche in Namibia vertreten wird, fing Ende des 19. Jahrhunderts mit der Missionsarbeit an. Diese geht vor allem auf Ordensgemeinschaften aus Deutschland zurück, insbesondere dem Orden der Oblaten der Unbefleckten Jungfrau Maria.

## Anfang des 19. Jahrhunderts

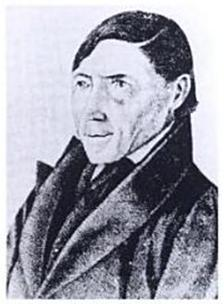
Heinrich Schmelen (vor 1848)

Als erste Missionare gelten Abraham und Christian Albrecht, die für die Missionsgesellschaft London Missionary Society (LMS) 1806 im heutigen Namibia ankamen. Sie errichteten die ersten christlichen Missionsstationen in Warmbad (1806) und Bethanien (1814). Zu dieser Zeit errichtete Missionar Heinrich Schmelen das Schmelenhaus, das älteste noch bestehende westliche Gebäude des Landes und seit 1952 ein Nationaldenkmal. Schmelen war der erste Europäer der Nama lernte und Teile der Bibel in die Sprache übersetzte. 1816 wurde mit Jager Afrikaner der erste hochrangige Nama getauft.
1825 kam die Wesleyan Missionary Society (WMS) als zweite Missionsgesellschaft und mit drei Missionaren, William Threlfall, Jacob Link und Johannes Jagger, in die Gebiete nördlich des Oranje. Sie wurden sämtlich am 10. August des Jahres bei Naugab ermordet, nachdem sie zuvor von den Bondelswart gewarnt wurden sich nördlich von Warmbad aufzuhalten. Erst neun Jahre später machte mit Edward Cook ein weiterer wesleyanischer Missionar einen Versuch in Warmbad eine Mission aufzubauen. Zu dieser gelang es 1842 in Leonardville und 1844 in Windhoek eine Mission zu errichten. Am 31. Oktober 1844 begann die RMS offiziell die Missionierung des Hererolandes. Zu dieser Zeit kam es aufgrund von Kommunikationsproblemen zwischen der wesleyanischen und der Rheinischen Mission zu Verdrängungen und Parallelarbeit. So verließ die Rheinische Mission Elberfeld und etablierte Stationen in Otjimbingwe und Otjikango.
1840 überließ die LMS sämtliche Missionsstationen der RMS. Hintergrund war der Mangel an Missionaren (Schmelen war der Einzige) vor Ort, so dass die Missionierungsarbeit nicht im benötigten Umfang von der LMS ausgeführt werden konnte. Ab dieser Zeit gelang es der RMS zudem zahlreiche weitere Missionsstationen aufzubauen, darunter Bethanie (1842), Windhoek (1842) und Berseba (1850).

## Ab Mitte des 19. Jahrhunderts

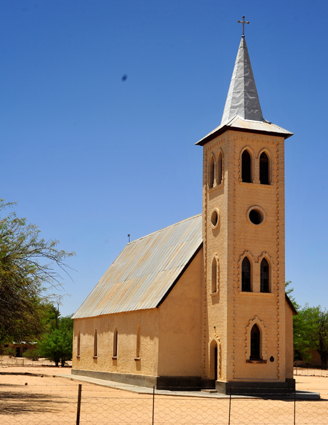
Rheinische Missionskirche in Otjimbingwe

Weitere Missionsstationen der RMS folgten ab Mitte des 19. Jahrhunderts bis in die Anfangsjahre des 20. Jahrhunderts. Dazu zählten die Stationen in Gibeon (1863), Omaruru (1870), Okombahe (1871), Waterberg (1873), Rietfontein (1885), Gaub (1885), Karibib (1902), Swakopmund (1905) und Lüderitz (1905). Vor allem bei den Herero, dessen Hereroland eines der Hauptmissionierungsgebiete der RMS war, waren die Missionare beliebt. Neben der kirchlichen Arbeit gab es eine enge Zusammenarbeit bei Bildung und Landwirtschaft.
1867 übernahm die RMS auch die Arbeit der WMS. und es kam zur ersten Kontaktaufnahme zwischen der Rheinischen und der Finnischen Missionsgesellschaften. Am 4. Februar 1896 gelangten die ersten fünf finnischen Missionare ins heutige Namibia. Sie zogen zunächst ab März bzw. April 1896 nach Otjimbingwe und erhielten ab Januar 1871 weitere Unterstützung aus der Heimat. Einer der ersten dieser Missionare war Martti Rautanen, der 1870 durch Carl Hugo Hahn nach Namibia kam und von 1873 bis 1880 die Omandongo-Mission aufbaute. Anschließend ging Rautanen nach Olukonda, wo er mit Karl August Weikkolin 1898 die erste Kirche errichtete.

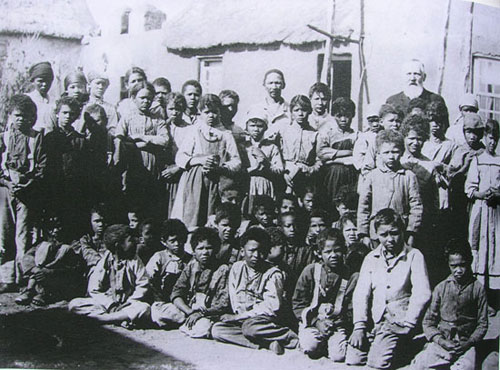
Vom deutschen Missionar Friedrich Heidmann geführte Missionsschule in Rehoboth (1898)

Ab 1892 wagte sich die RMS erstmals auch in den Norden des Landes und es gelang sechs Missionaren Stationen in Ondjiva (1892), Omupanda (1892), Namakunde (1900) und Omatemba zu errichten. Missionare der RMS übersetzten das Neue Testament in Oshikwanyama.
Am 8. Dezember 1896 begann offiziell die katholische Missionsarbeit in Deutsch-Südwestafrika. Den Missionaren standen nur Gebiete offen, die nicht von protestantischen Missionaren bearbeitet wurden. Ausgangspunkt war die erworbene Farm Heirachabis in der heutigen Region ǁKarasKlicklaut im Süden des Landes, wo auch der evangelische Missionar Johannes Seidenfaden (1782–1836) jahrzehntelang zuvor aktiv war. Hier steht noch heute eine um 1906 erbaute katholische Kirche. Verantwortlich auf Heirachabis war ab 1899 der deutsch-polnische Missionar Johann Malinowski, der die Missionsstation finanziell stark angeschlagen zurückließ. Von dort expandierten die katholischen Missionare schnell nach Klein Windhoek sowie Swakopmund.
Ab Ende des 19. Jahrhunderts wurden Missionsschulen, u. a. in Rehoboth, unterhalten.

## 20. Jahrhundert

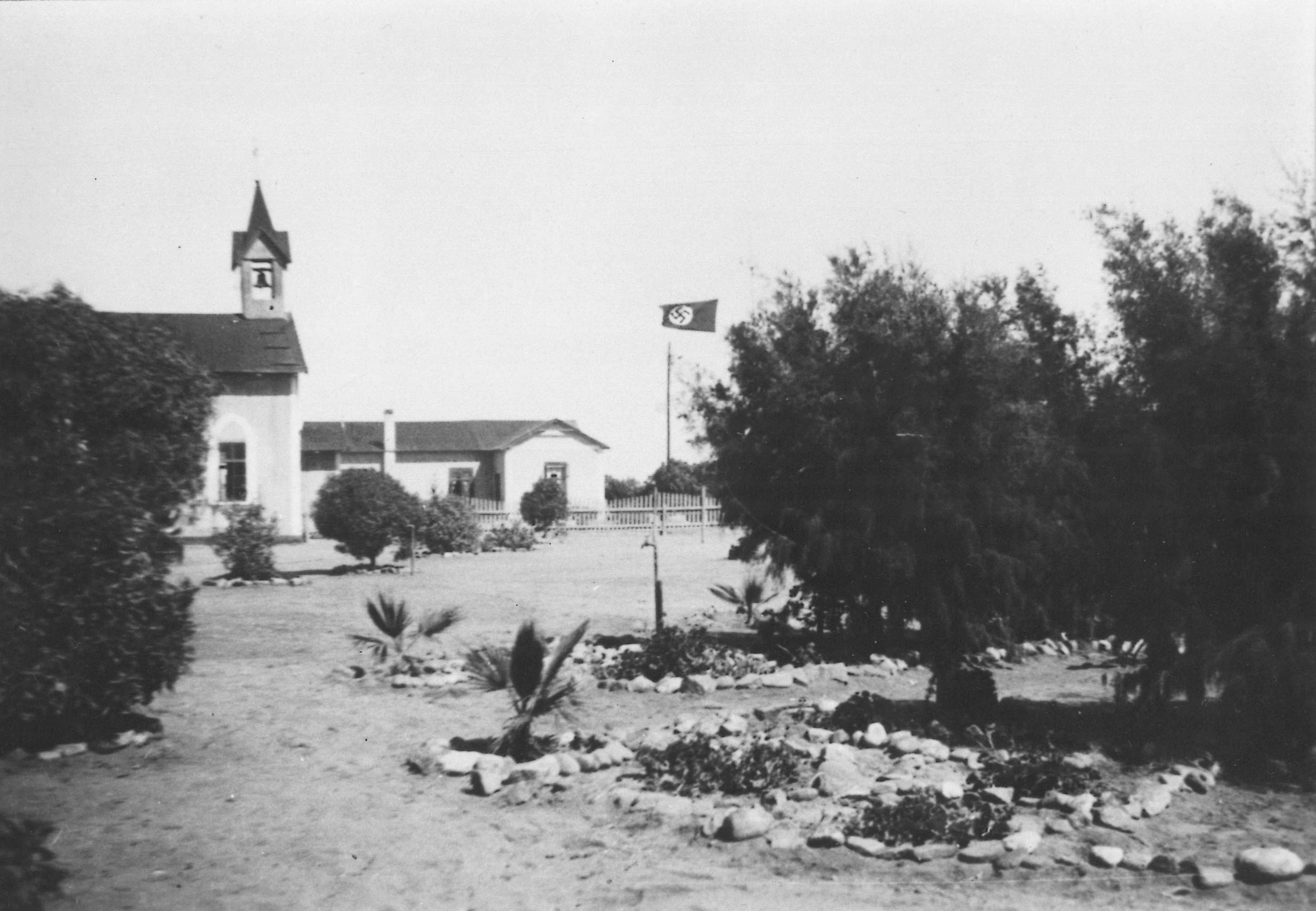
Missionsstation in Swakopmund (1938)

Die katholischen Missionare und vor allem der rheinische Missionar Heinrich Vedder arbeiteten fortan vor allem auch mit den Damara und Herero, was ab 1905 zur Öffnung weiterer Missionsstationen in Döbra bei Windhoek, Gobabis, Usakos, Omaruru und Okombahe führte. Sieben Expeditionen wurden zum Kavango durchgeführt, ehe 1910 bei Nyangana die erste Station gegründet wurde. Kurz vor dem Ersten Weltkrieg folgten Grootfontein, Tsumeb und Kokasib. Im Süden wurden Stationen in Warmbad, Gabis, Keetmanshoop, Lüderitz und Gibeon eingerichtet. Erst nach dem Krieg ab 1924 war es den katholischen Missionaren erlaubt das Owamboland zu betreten. Hier wurden schnell Stationen in Uukambi sowie Ombalantu und Okatana aufgebaut. Zwei Jahre später wurde die Präfektur Lowr Cimbebasia zum Vikariat Windhoek erhoben. Vier Jahre später folgte aus der Präfektur Groß-Namaqualand das Vikariat Keetmanshoop. Ab 1943 war es erlaubt im Caprivizipfel zu missionieren, wo schnell ein Bildungs- und Gesundheitszentrum errichtet wurde. Im Süden wurden weitere Missionsstationen in Stampriet, Witkrans, Aroab und Mariental errichtet.
Nicht unumstritten ist auch der Einfluss der Missionare aller Glaubensrichtungen während des Völkermords an den Herero und Nama von 1904 bis 1908.
Bis 1960 gab es alleine im Ovamboland mehr als 100 durch die Finnische Evangelisch-Lutherische Missionsgesellschaft entsandte christliche Mitarbeiter. Während des namibischen Befreiungskampfes sank die Zahl in den 1980er Jahren auf lediglich 14. Mit der Unabhängigkeit Namibias 1990 endete die finnische Missionsarbeit.